# Vallée de Tapati
Tapati Vallis
Pour les articles homonymes, voir Tapati.
La vallée de Tapati (désignation internationale : Tapati Vallis) est une vallée située sur Vénus dans le quadrangle de Lachesis Tessera. Elle a été nommée en référence au nom bachkir de la planète Vénus.